# Ceratomyxa nebulifera
Ceratomyxa nebulifera is een microscopische parasiet uit de familie Ceratomyxidae. Ceratomyxa nebulifera werd in 2003 beschreven door Zhao & Song. 